# Gemma Lluch i Crespo
Gemma Lluch i Crespo (València, 1958) és una filòloga catalana, catedràtica a la Universitat de València. Es va llicenciar (1980) i doctorar (1995) en filologia hispànica. El seu interès com a investigadora i assagista s'ha centrat en el món de la literatura infantil i juvenil. Investiga la promoció virtual de la lectura, el disseny de plans de lectura, comprensió lectora, i les narratives per a adolescents. És particularment sensible a l'ús dels mitjans de comunicació social com a eina per a estimular les joves a llegir. Des de 2002 és membre de l'executiva del Consell Català del Llibre Infantil i Juvenil i participa en la seva revista Faristol.

## Obra destacada
Ficció
- Què fem amb el grill? (1993), amb Enric Iborra
- El-joc.com (novel·la, 2001)

No-ficció
- El lector model en la narrativa per a infants (1998). Premi de la Crítica dels Escriptors Valencians.,[3] basat en la seva tesi doctoral La literatura infantil i juvenil en català. El lector model en la narrativa.[6]
- Morfologia (1997)
- Els pronoms febles (2004)
- Per una bibliografia extensiva vegeu «Obra de Gemma Lluch i Crespo» a Dialnet.